# Конативан
Конативан је појам који се односи на основна вољна стремљења појединца која се изражавају кроз понашање и представљају способност особе да дела на основу онога што већ зна. Појам конативног (вољног) заједно са афективном и когнитивном конотацијом чини три основна аспекта ставова и вредности.